# Slavistica

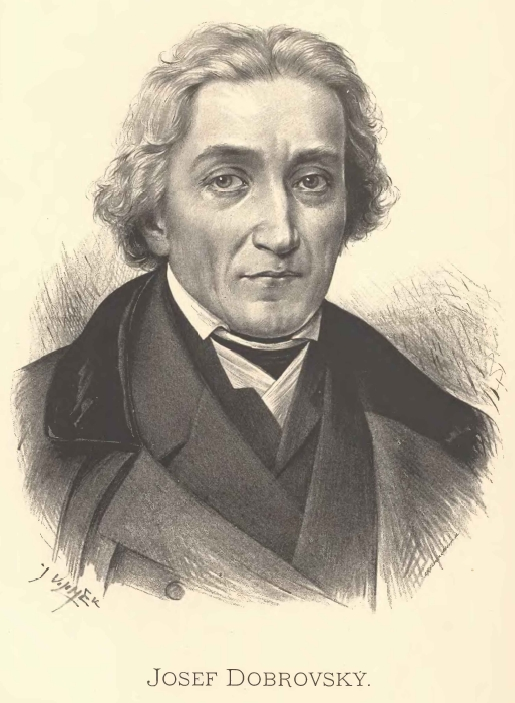
Josef Dobrovský, padre della slavistica

La slavistica è la disciplina accademica delle scienze umane che studia, documenta e tramanda la cultura, la letteratura e le lingue slave nelle manifestazioni storiche e contemporanee dei popoli slavi.

## Storia
La slavistica emerse nel tardo XVIII e nel primo XIX secolo, contemporaneamente ai revival nazionalisti di varie nazioni di origine slava, e con i tentativi ideologici di stabilire un comune sentire di una comunità slava, il cui risultato più importante fu la creazione  del movimento Panslavista. Tra i primi studiosi che impiegarono il termine "Slavistica" troviamo il boemo Josef Dobrovský (1753-1859). Il primo slavista italiano fu Sebastiano Ciampi (1769-1847); ma gli iniziatori di una tradizione continuativa di studi furono Ettore Lo Gatto (1890-1983) e Giovanni Maver (1891-1970).
La storia degli studi slavi viene generalmente divisa in tre periodi. Fino al 1876 i primi slavisti si concentrarono sui documenti e le stampe delle opere maggiori delle lingue slave, tra le quali i primi testi scritti nelle lingue nazionali. In questo primo periodo vennero scritti i primi dizionari, grammatiche e compendi moderni per la maggioranza delle lingue slave. 

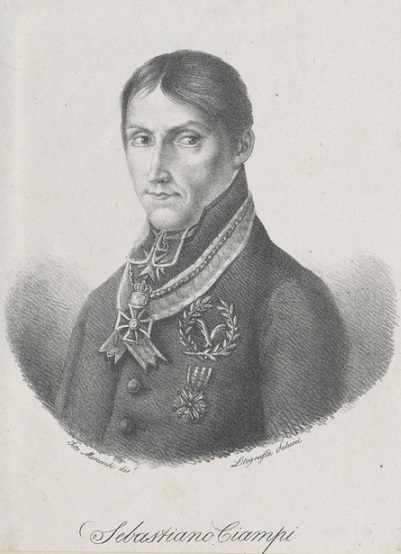
Sebastiano Ciampi, primo slavista italiano

Il secondo periodo, terminato con la prima guerra mondiale, vide la rapida espansione della filologia e della linguistica slava, ancora di più al di fuori dei Paesi slavi, nella cerchia di August Schleicher (1821-1868) e August Leskien (1840-1916) presso l'Università di Lipsia.
Nel periodo tra le due guerre gli slavisti posero l'attenzione soprattutto alla dialettologia. La slavistica continuò a progredire nei Paesi abitati da grandi percentuali di popolazione di origine slava. Dopo la seconda guerra mondiale si formarono centri di studio molto avanzati, con speciale riguardo alle scienze umane e sociali, in varie università di molte zone del mondo. In parte a causa della particolare situazione politica dell'Europa occidentale e degli Stati Uniti d'America, alimentata dalla guerra fredda, gli studi slavi ebbero molto seguito nel periodo tra la Seconda guerra mondiale e gli anni '90.